# 堀部言真
堀部 言真（ほりべ ことざね、貞享4年（1687年） - 宝暦11年7月10日（1761年8月10日））は、江戸時代前期から中期にかけての武士。通称は文五郎、九十郎、忠兵衛、弥七。

## 生涯
忠見政常（越前福井藩付家老本多長員の家臣）の次男として産まれた。忠見氏は赤穂藩家臣堀部金丸の後妻の実家であり、言真は金丸の甥にあたる。元禄5年（1692年）に堀部金丸の長男堀部弥一兵衛が男色のことで縁戚の本多喜平次に殺害されたため、代わりに親族の言真が堀部金丸の養子に入る事になったが、赤穂藩主・浅野長矩が許可を出さなかったため、赤穂藩から支給されている家督を継がせる養嗣子にすることはできなかった。
元禄7年（1694年）に中山安兵衛（堀部武庸）が、長矩の許可を経て堀部家の養子になったのちも言真は堀部家に置かれていたが、吉良邸討ち入り直前、金丸は連座を避けるために言実を忠見姓に戻して忠見家へ送り返している。ただし、言実本人はその後も堀部九十郎を名乗っている。忠見家が仕えていた越前藩付家老本多氏の屋敷は、討ち入り現場の吉良邸の隣である。このため、忠見氏の討ち入り計画や事前調査への関与が疑われている。
事件後は堀部の親族と共に忠見家に引き取られた。義父と義兄が切腹した後の元禄16年（1703年）には、同族の熊本堀部氏が仕えている肥後国熊本藩主細川綱利に召抱えられることとなり、堀部忠兵衛言真と名乗り、金丸の堀部家を武庸の養子という形で改めて相続した。武庸の未亡人・堀部ほりとともに一緒に熊本へ移った。
宝暦11年（1761年）に江戸で死去した。享年75。江戸愛宕下の青松寺に葬られた。芳名退軒院萬休無外居士。

## その後の堀部氏
言真の妻は尾花三郎左衛門の娘。長男堀部金通を儲けたが、延享元年（1744年）に死去したため、堀部文五郎家の親族である堀部清矩の子堀部言芳を養子に迎えた。以後、言芳の子孫は熊本藩士（熊本堀部四流のうち文五郎家）として続く。
堀部清矩は元々、熊本藩士だった堀部三家の一つ（熊本堀部四流のうち甚之允家。残りは右学家、庄兵衛家）で、竜田（片桐家）浪人の家祖・次郎左衛門が妻の叔父・小崎五郎左衛門（1,500石）を頼って正保四年（1647年）に熊本に来たとされる。このため、金丸・武庸の堀部家は、以降は中山氏とも忠見氏とも血縁が無くなっている。

## 巷説
なお、言真の父忠見政常が仕えた本多長員は、土屋逵直とともに本所吉良邸の隣人であり、忠見家も本多邸の中にあった。そのため吉良邸絵図面を手に入れたのは堀部一家とする説がある。